# Powiat Tachov
Powiat Tachov (czes. Okres Tachov) – powiat w Czechach, w kraju pilzneńskim. Jego siedziba znajduje się w mieście Tachov. Powierzchnia powiatu wynosi 1 378,69 km², zamieszkuje go 51 573 osób (gęstość zaludnienia wynosi 37,43 mieszkańców na 1 km²). Powiat ten liczy 51 miejscowości, w tym 5 miast.
Od 1 stycznia 2003 powiaty nie są już jednostką podziału administracyjnego Czech. Podział na powiaty zachowały jednak sądy, policja i niektóre inne urzędy państwowe. Został on również zachowany dla celów statystycznych.

## Struktura powierzchni
Według danych z 31 grudnia 2003 powiat ma obszar 1 378,69 km², w tym:
- użytki rolne – 48,47%, w tym 69,31% gruntów ornych
- inne – 51,53%, w tym 83,81% lasów
- liczba gospodarstw rolnych: 205

## Demografia
Dane z 31 grudnia 2003:
| Opis        | Ogółem | Kobiety       | Mężczyźni     |
| ----------- | ------ | ------------- | ------------- |
| populacja   | 51 573 | 25 951 50,32% | 25 622 49,68% |
| średni wiek | 37     | 38,44         | 36,33         |

- gęstość zaludnienia: 37,43 mieszk./km²
- 60,43% ludności powiatu mieszka w miastach.

## Zatrudnienie
| Mieszkańcy ze stałym zatrudnieniem | 12 865       |
| Średnia pensja miesięczna          | 14 264 koron |
| Bezrobotni                         | 2827         |
| Stopa bezrobocia                   | 10,24%       |

## Szkolnictwo
W powiecie Tachov działają:
| Rodzaj szkoły                   | Liczba szkół |
| ------------------------------- | ------------ |
| Przedszkola                     | 31           |
| Szkoły podstawowe               | 24           |
| Gimnazja                        | 2            |
| Szkoły średnie techniczne       | 3            |
| Szkoły średnie ogólnokształcące | 3            |
| Szkoły wyższe                   |              |

## Służba zdrowia
| Lekarze                               | 116 |
| Szpitale                              | 2   |
| Specjalistyczne ośrodki terapeutyczne | –   |
| Gabinety dentystyczne                 | 24  |
| Apteki                                | 7   |